# Muni Metro
Muni Metro is het semimetronet in de Amerikaanse stad San Francisco. Het normaalsporige net met een lengte van 62,6 kilometer wordt door  MUNI (San Francisco Municipal Railway) geëxploiteerd. Net als bij de Stadtbahn in Duitsland hebben de trams uitklapbare treden bij de deuren; hierdoor kunnen de trams passagiers laten in- en uitstappen bij tramhaltes met lage perrsons en in de tunnels met hoge perrons.

## Geschiedenis
Vervoer ging in 1860 met paardentrams van start, op 28 december 1912 ging de exploitatie pas over naar MUNI. De eerste tunnelsectie opende in 1917, de Twin Peaks Tunnel. Op 18 februari 1980 werd de eerste tunnelsecties geopend met verhoogde perrons, dit was de officiële start van de Muni Metro.

## Netwerk
Het totale netwerk bestaat uit (in 2023) 7 lijnen, te weten J, K, L, M, N, S en T. Van deze lijnen is lijn S in 2020 opgewaardeerd van spitsuurlijn naar een lijn met een doorlopende dienstverlening.

## Materieel
In San Francisco is het gebruikelijk om voor elk nieuw tramtype de lettercode LRV te gebruiken met voor elk nieuw type een oplopend cijfer. Het overzicht is van 2023.

### Voormalig
- LRV1 Tussen 1976 en 1978 werden door Boeing Vertol 131 type USLRV geleverd. Een deel is eerst aan MBTA in Boston geleverd, maar de MBTA wilde ze niet onder meer vanwege het zeer vaak ontsporen. Geen van de wagens zijn nog in dienst.

### Huidig
- LRV2/3 Tussen 1994 en 2003 werden door Breda 151 type San Francisco LRV geleverd. De serie is incompleet vanwege onderlinge botsingen en botsingen met overig verkeer.
- LRV4 Vanaf 2016 tot aan 2027 worden door Siemens in totaal 249 exemplaren van het type 200 SF geleverd.